# Nguyễn Phúc Ngọc Tuyền
Nguyễn Phúc Ngọc Tuyền (chữ Hán: 阮福玉璿; 1764 – 1782), phong hiệu Minh Nghĩa Công chúa (明義公主), là một công nữ và là một trưởng công chúa nhà Nguyễn trong lịch sử Việt Nam.

## Tiểu sử
Công nữ Ngọc Tuyền sinh năm Giáp Dần (1764), là con gái thứ ba của Khang vương Nguyễn Phúc Luân (được vua Gia Long truy tôn làm Hưng Tổ Khang Hoàng đế); mẹ là Nguyễn Từ phi, chị ruột của Hiếu Khang Hoàng hậu Nguyễn Thị Hoàn. Bà là em khác mẹ với vua Gia Long.
Mùa xuân năm Kỷ Hợi (1779), công nữ Ngọc Tuyền theo bà phi Nguyễn Thị Hoàn vào Gia Định, rồi được gả cho Cai cơ Nguyễn Hữu Thụy.
Mùa xuân năm Nhâm Dần (1782), quân Tây Sơn tiến đánh Gia Định, hai vợ chồng bà Ngọc Tuyền dẫn bộ thuộc đến Lộc Dã chống giặc. Tướng địch là Nguyễn Văn Kim biết được đem quân đánh úp, quân của Hữu Thụy đánh không lại phải rút về Giang Lăng, thu quân lại đánh nhưng bị thua, quân của Thụy tan vỡ, bà Ngọc Tuyền và chồng lạc mất nhau. Bà lén chạy đến Ba Phủ (Biên Hòa), có người quê ở Bình Hóa tên là Nguyễn Hưng Hiên cấp lương khô và dựng nhà tranh cho bà.
Lúc này, tướng Kim do thám biết tin bắt bà Ngọc Tuyền đưa về đồn. Đốc chiến của địch là Tập lại bức bách bà đưa về Sài Gòn. Khi thuyền đến sông Tam Đà, công nữ Ngọc Tuyền giữ nghĩa không chịu nhục, nghiêm mặt mắng chửi kẻ thù rồi nhảy xuống sông tự vẫn. Năm đó bà mới 19 tuổi, được táng tại Gia Định.
Tẩm mộ của công chúa Minh Nghĩa sau đó được cải táng về Kinh vào năm 1809, ngày nay tọa lạc tại phường Thủy Xuân, Huế, gần chùa Quang Minh trên đường Khải Định.
Năm Minh Mạng thứ 18 (1837), tháng 7 (âm lịch), vua cho dựng thêm đền phía sau của đền Triển Thân để thờ các vị công chúa mất sớm hoặc không có con. Bà Ngọc Tuyền được thờ ở án thứ nhất, bên trái. Nghĩ đến câu chuyện tiết liệt của bà, vua truy tặng cho bà làm Minh Nghĩa Thái trưởng công chúa (明義太長公主), ban tên thụy là Trinh Liệt (貞烈), cho làm thần bài và ghi sự trạng vào tôn phả.